# Columbia Valley AVA
Das Columbia Valley AVA ist ein amerikanisches Weinbaugebiet, welches auf dem Columbia River Plateau liegt und einen Großteil des Südens und des Zentrums des Bundesstaates Washington einnimmt. Das Einzugsgebiet der American Viticultural Area (AVA) umfasst den Columbia River mit seinen Nebenflüssen.
Die Columbia Valley AVA ist die größte Weinregion im US-Bundesstaat Washington. Sie umfasst theoretisch mehr als 4.500.000 Hektar Anbaufläche, von denen 16.000 Hektar bestockt sind. Größtenteils werden hier Cabernet Sauvignon, Merlot, Chardonnay, Riesling, Syrah, Grauburgunder und Sauvignon Blanc angebaut. Das einzigartige Klima der Region ermöglicht es dem Columbia Valley, Weine zu produzieren, die sehr fruchtig sind, wie kalifornischer Wein, aber auch das Gleichgewicht und die Struktur des europäischen Weins bewahren.

## Klima
Dadurch, dass sich das Columbia Valley AVA über eine enorme Fläche erstreckt, besitzt es unterschiedliche Mikroklimata. Dennoch teilt die gesamte Region einen kalten Winter und lange trockene Vegetationsperioden mit niedriger Luftfeuchtigkeit. Die warmen Tage und kühlen Nächte der Region tragen dazu bei, das Gleichgewicht zwischen Säure- und Zuckergehalt der Trauben zu erhalten, wodurch die Weine aus Washington ihre charakteristische Ausgewogenheit im Geschmack erhalten. Die Spitzenreife der Trauben findet in den letzten vier bis sechs Wochen der Vegetationsperiode statt, wobei die Trauben etwas länger an den Reben hängen, als beispielsweise in Kalifornien. Dies gibt der Traube mehr Zeit, um  andere Aroma- und Profilmerkmale zu entwickeln, die in den resultierenden Weinen zum Tragen kommen. Durch die längere Vegetationsperiode können die Trauben auch bei einer niedrigeren Temperatur geerntet werden, was in anderen südlicheren Weinregionen meist nicht möglich ist.

## Ancient Lakes of the Columbia Valley AVA
Das Ancient Lakes of the Columbia Valley AVA ist ein separates Weinbaugebiet, das vollständig vom Columbia Valley AVA umschlossen ist. Aufgrund der geologischen Geschichte herrschen dort gänzlich andere Bodenverhältnisse.